# (38488) 1999 TP113
1999 TP113 (asteroide 38488) é um asteroide da cintura principal. Possui uma excentricidade de 0.07643820 e uma inclinação de 9.88732º.
Este asteroide foi descoberto no dia 4 de outubro de 1999 por LINEAR em Socorro.